# Втрати 32-ї окремої механізованої бригади
У статті описано обставини загибелі бійців 32-ї окремої механізованої бригади.

## Обставини втрат

### 2023
- 18 липня 2023 — Зеленько Сергій («Журавель»), старший солдат, командир стрілецького відділення. 22 серпня 1986, с. Монастирище Чернігівської області [1].
- 28 серпня 2023 — Саванчук Сергій, старший сержант, командир бойової машини-командир механізованого відділення. Загинув у Луганській області.[2]
- 7 жовтня 2023 — Бажанов Андрій Володимирович («Бліц»). 31 рік, Київ. Стрілець-снайпер. Загинув в селі Іванівка на Харківщині.[3]
- 9 жовтня 2023 — Винаход Роман Ігорович, солдат.[4]
- 11 жовтня 2023 — Карпов Олег Володимирович, солдат, стрілець-санітар механізованого відділення. Загинув в районі с. Іванівка Куп'янського району Харківської області внаслідок танкового обстрілу.[5]
- 13 жовтня 2023 — Головко Володимир Володимирович, солдат. Загинув внаслідок танкового та артилерійського обстрілу в районі с. Іванівка Куп'янського району Харківської області.[5]
- 13 жовтня 2023 — Устименко Станіслав Андрійович, солдат, кулеметник. Загинув в районі с. Першотравневе Ізюмського району Харківської області внаслідок мінометного обстрілу.[6]
- 13 жовтня 2023 — Антоненко Валентин Анатолійович. Загинув внаслідок мінометного обстрілу.[7]
- 4 листопада 2023 — Дідковський Віталій Леонідович, солдат, гранатометник стрілецького відділення 403-го окремого стрілецького батальйону. Загинув в районі населеного пункту Іванівка, Куп'янського району Харківської області.[8]

### 2024
- 9 січня 2024 — Дорошенко Олександр Миколайович, молодший сержант, головний сержант механізованого взводу. Загинув в районі с. Синьківка Куп'янського району.[9]
- 19 січня 2024 — Попелюх Володимир Анатолійович, номер обслуги гранатометного відділення. Загинув внаслідок обстрілу в районі с. Синьківка Куп'янського району.[10]
- 21 січня 2024 — Приходько Володимир Васильович, солдат. Загинув в районі населеного пункту Синьківка Куп'янського району.[11]
- 6 лютого 2024 — Сіренко Василь Віталійович, сержант, командир гармати. Помер у шпиталі.[12]
- 27 лютого 2024 — Зборовський Олександр («Лютий»). 29 років, с. Побійна Черкаської області. Загинув біля села Синьківка на Харківщині внаслідок ворожого мінометного обстрілу.[13]
- 5 березня 2024 — Герус Дмитро, солдат. Загинув поблизу села Іванівка Харківської області під час артобстрілу.[14]
- 6 березня 2024 — Трикоз Юрій Іванович, молодший сержант, командир третього відділення першого стрілецького взводу другої стрілецької роти. Загинув в районі с. Синьківка Харківської області.[15]
- 16 травня 2024 — Глущенко Віктор Миколайович, солдат, старший оператор роти протитанкових ракетних комплексів. Загинув в районі села Тур'я Сумської області внаслідок зіткнення з ворожою ДРГ.[16]
- 27 липня 2024 — Корука Петро Іванович. 32 роки, с. Городище Луцького району. Загинув внаслідок мінометного обстрілу противника біля населеного пункту Стариця Чугуївського району Харківської області.[17]
- 10 серпня 2024 — Вишиванюк Микола. с. Раківчик Коломийської громади. Загинув на Донеччині.[18]
- 13 серпня 2024 — Зибарєв Сергій Валерійович, старший сержант, командир міномета. Помер у Київському шпиталі.[19]

### 2025
- 20 лютого 2025 — Мостович Андрій («Лемур»), старший солдат, старший стрілець-оператор. 2 січня 1984, м. Коростень. Загинув в районі села Піщане на Донеччині [20].
- 28 лютого 2025 — Дешевий Леонід Миколайович, капітан, заступник командира інженерно-технічної роти групи інженерного забезпечення. Загинув в районі села Курицине Краматорського району Донецької області.[21]